# Ocotea polyantha
Ocotea polyantha é uma espécie de planta do gênero Ocotea e da família Lauraceae.

## Taxonomia
A espécie foi descrita em 1836 por Christian Gottfried Daniel Nees von Esenbeck.
O seguinte sinônimo já foi catalogado:  
- Oreodaphne polyantha  Nees & Mart.

## Forma de vida
É uma espécie terrícola, arbustiva e arbórea.

## Conservação
A espécie faz parte da Lista Vermelha das espécies ameaçadas do estado do Espírito Santo, no sudeste do Brasil. A lista foi publicada em 13 de junho de 2005 por intermédio do decreto estadual nº 1.499-R.

## Distribuição
A espécie é endêmica do Brasil e encontrada nos estados brasileiros de Espírito Santo, Minas Gerais, Rio de Janeiro e Bahia.
A espécie é encontrada no domínio fitogeográfico de Mata Atlântica, em regiões com vegetação de floresta ombrófila pluvial e restinga.